# 무당 (드라마)
《무당》은 1994년 5월 25일부터 1994년 7월 14일까지 방영된 KBS 2TV 수목 미니시리즈로, 무당 정강우의 소설을 원작으로 하여 화제가 됐다.
이 드라마는 기독교인으로부터 무당을 미화했다는 이유로 거침없는 비판을 한 바 있다.

## 줄거리
1935년부터 1950년까지 격변기에 전라북도 군산을 배경으로, 시대변화에 밀려 쇠락의 길을 걸어가는 세습무를 지키려는 땅골의 세 여인과 그 주위 사람들의 삶을 그렸다.

## 등장 인물
- 이상아 : 순녀 역
- 이용이 : 용신딸 역
- 김용림 : 당골네 역
- 한범희 : 낙운 역
- 임창정 : 동철 역
- 이영호 : 귀동 역
- 정복임
- 정강우 : 황보 역
- 김진해
- 김지영
- 윤덕용
- 허진
- 이종만 : 낙운 부 역
- 장기용 : 순녀 부 역
- 조양자 : 순녀 모 역
- 서우림 : 낙운 모 역
- 김미라 : 운희 역
- 기정수
- 윤진호
- 김성환
- 홍윤정
- 유명순
- 서영애
- 이춘식
- 하미혜
- 문홍식
- 강미
- 정종준
- 손영춘
- 전병옥
- 남윤정
- 원미원
- 문미봉 : 노마님 역
- 김태형
- 이일웅
- 김성희
- 강희
- 김복희
- 임호
- 손종범
- 이재연
- 김덕현
- 김광영
- 정진화
- 박유승
- 최상길
- 구행순
- 진희진
- 강영아
- 이경아
- 오혜연
- 강영하
- 서미애
- 윤정빈
- 이제신
- 오영순
- 임찬호
- 조정국
- 윤용덕